# تروس، رون
تروس، رون (به فرانسوی: Trèves, Rhône) یک کمون در فرانسه است که در Canton of Condrieu واقع شده‌است.

## خصوصیات
تروس ۷٫۵۶ کیلومترمربع مساحت و ۶۹۲ نفر جمعیت دارد و ۳۱۱ متر بالاتر از سطح دریا واقع شده‌است.